# Герб Ногликского городского округа
Герб муниципального образования «Ногликский городской округ» Сахалинской области Российской Федерации.

## Описание и обоснование символики
В скошенном червлёно-лазоревом (красно-синем) поле — серебряная узкая перевязь, левый нижний конец которой образован двумя большими чёрными каплями, падающими сообразно щиту и окаймлёнными серебром. Перевязь сопровождена в червлени серебряным стеблем папоротника, а в лазури — выгнутой рыбой того же металла, повернутыми сообразно перевязи.
Герб Ногликского района един и гармоничен. Все фигуры герба показывают Ногликский район как они из интереснейших уголков Сахалинской области со своеобразным животным и растительным миром, богатый природными ресурсами. Проживающие издавна на территории района коренные малочисленные народы сохраняли своеобразие культуры и быта: развивали рыболовство, национальные промыслы, занимались охотой.
Ногликский район — один из пяти районов, представляющих Крайний Север в единственной островной области Российской Федерации, — в современных границах образован в 1930 г. на первом туземном съезде Советов. Это второй по величине район Сахалинской области.
Лист папоротника как символ плодородия, роста, обновления, олицетворяет собой богатые природные ресурсы района.
Красный цвет символизирует труд, жизнеутверждающую силу, мужество, праздник, красоту.
Капли аллегорически отражают развитую нефтедобывающую промышленность, наиболее устойчивую и перспективную отрасль в экономике района.
Чёрный цвет символизирует благоразумие, мудрость, покой.
Лазоревая часть герба показывает географическое расположение района — на р. Тымь, впадающей в Охотское море. Кроме того, территория Ногликского района покрыта большим количеством малых и средних рек, лагунными озерами и ручьями; достопримечательностью района являются Дагинские источники, расположенные на западном берегу залива Даги.
Лазурь символизирует возвышенные устремления, искренность и добродетели.
Добычей рыбы и морепродуктов в районе занимаются рыболовецкий колхоз «Восток», родовые хозяйства коренных народов Севера. Это показано в гербе рыбой. Символика рыбы неотделима от символики воды и означает всеобщее обновление природы (икра, выметываемая рыбьими самками, состоит из миллиона личинок).
Серебряная перевязь, делящая поле герба на две части показывает прибрежную полосу, образованную пенящимися волнами.
Серебро — символ совершенства, благородства, чистоты, веры, мира.
Герб Ногликского района разработан при содействии Союза геральдистов России.
Авторы герба: Сергей Исаев (Москва), Константин Мочёнов (Химки) — идея герба; Галина Туник (Москва) — обоснование символики; Оксана Афанасьева (Москва) — компьютерный дизайн.
Герб утверждён решением № 276 Ногликского районного Собрания от 8 апреля 2004 года.
Герб внесён в Государственный геральдический регистр Российской Федерации под № 1441.
В 2006 году Ногликский район был преобразован в Ногликский городской округ, герб при этом не менялся.